# Racal

Logo

Racal (genauer: Racal Electronics plc) war ein britischer Elektronikhersteller in Form einer Public Limited Company (PLC). 

## Geschichte
Racal Electronics wurde im Jahr 1950 von Raymond Brown und George Calder Cunningham im Londoner Stadtteil Isleworth gegründet. Hier wurden Funkgeräte hergestellt, unter anderem Funkempfänger für die Royal Navy. Ferner entwickelte und fertigte Racal auch andere, sehr spezielle elektronische Geräte. Dazu gehörten elektronische Schutzmaßnahmen (englisch Technical Surveillance Counter Measures, TSCM) für Strafverfolgungsbehörden, Geheimdienste und Militärorganisationen.
Im Jahr 1991 wurde Racal Telecom von Racal Electronics abgespalten. Daraus entstand die Vodafone Group. Im Jahr 2000 wurde Racal von Thomson‑CSF gekauft und firmiert heute unter der Thales Group.